# Gnomophalium
Gnomophalium là một chi thực vật có hoa trong họ Cúc (Asteraceae).

## Loài
Chi Gnomophalium gồm các loài: